# 湯川 (北九州市)
湯川（ゆがわ）は、福岡県北九州市小倉南区の地名。現行行政地名は湯川一丁目から五丁目。郵便番号は800-0257。

## 地理
小倉南区の北東部に位置する地域である。道路は国道10号や中津街道が通っている。

## 気候
北九州市街地に比べやや寒冷であり、冬季にはうっすらと積雪することがある。

## 人口
2021年（令和3年）4月現在、人口は以下の通りである。
| 丁目       | 人口    |
| ---------- | ------- |
| 湯川一丁目 | 243人   |
| 湯川二丁目 | 518人   |
| 湯川三丁目 | 317人   |
| 湯川四丁目 | 1,258人 |
| 湯川五丁目 | 848人   |
| 計         | 3,184人 |

## 交通
最寄駅はJR九州日豊本線安部山公園駅。

## 施設
- 清和幼稚園
- ファミリーマート 小倉安部山入口店
- 湯川郵便局
- 開善寺